# Slax
SLAX — Live CD-дистрибутив Linux на базе Debian (до 9 версии на Slackware), который разрабатывается Томашем Матейжиком. Пакеты могут быть добавлены менеджером пакетов apt или подготовлены в виде модулей. Лозунг Slax — «Ваша карманная операционная система».

## Особенности
Одним из основных преимуществ распространения Slax является простота настройки. Дополнительное программное обеспечение можно добавлять и удалять с использованием модулей Slax. Традиционный менеджер пакетов, такой как APT от Debian, не требуется для загрузки дополнительного программного обеспечения. Модули Slax полностью автономны. Тем не менее, APT полностью поддерживается. Пользователи могут также изменить образ компакт-диска по умолчанию или установку USB-накопителя для настройки пакетов, доступных в дистрибутиве при загрузке. Slax также позволяет конвертировать пакеты Debian в модули Slax.
Модули Slax сжаты только для чтения образов файловой системы SquashFS, которые сжимаются компрессором LZMA. Различные модули сложены вместе, чтобы создать полный каталог корня Slax. Дополнительный перезаписываемый уровень (файловая система tmpfs) помещается в верхнюю часть стека для реализации функции записи.
Сложная файловая система выбора была изменена между версиями Slax 5 (UnionFS) и 6 (aufs), а также расширение имени файла модуля (изменено с .mo на .sb).

## История версий
Ранние релизы Slax до Slax 3 были известны как «Slackware-Live».

### Slax 5
Было пять изданий Slax 5:
- Slax Standard был стандартным для обычного использования.
- Slax KillBill включал Wine, DOSBox, и QEMU для запуска приложений DOS и Microsoft Windows.
- Slax Server предоставлял дополнительные функции Интернета и поставлялся с предварительно настроенными серверами DNS, DHCP, Samba, HTTP, FTP, MySQL, SMTP, POP3, IMAP и SSH, и несколькими другими серверными приложениями.
- Slax Popcorn был минималистичным изданием, ориентированным на просмотр и воспроизведение мультимедиа. В этом издании Mozilla Firefox является веб-браузером по умолчанию, и легковесная оболочка Xfce в качестве среды рабочего стола вместо KDE.
- Slax Frodo был выпущен в виде «голых костей», предоставляя только полнофункциональную текстовую среду, особенно ориентированную на компьютеры с небольшим объемом оперативной памяти.

Fluxbox Window Manager был оконным менеджером во всех изданиях, кроме Frodo.

### Slax 6
Slax 6 предлагается в одной версии, и полностью использует модули (дополнительные пакеты) для дополнительных функций. Начиная с версии 6, модули основаны на сжатии LZMA, но некоторая совместимость была первоначально предоставлена между устаревшими модулями .mo, используемыми Slax версии 5, и более поздними .lzm-модулями версии 6. Поскольку произошли некоторые изменения между версиями ядра Linux во время выпуски суб-версии Slax 6, однако модули .mo от Slax 5 теперь считаются устаревшими. Каждый модуль или пакет должен быть скомпилирован для совместимости с используемым ядром Linux.

### Slax 7
Slax версии 7 была анонсирована в блоге разработчика (который теперь интегрирован в недавно обновленный сайт Slax). Slax 7 поддерживает как 64-битную, так и 32-разрядную архитектуры, и, согласно своей странице загрузки, «доступен на более чем 50 языках». Она также оснащена урезанной версией KDE 4, новыми обоями, и новой модульной системой.

### Slax 9
В ноябре 2017 года разработчик объявил о выпуске версии 9. Эта версия сильно переписана, и основана на Debian, также использует APT для добавления пакетов. Стандартные сборки (как 32-разрядные, так и 64-разрядные) содержат диспетчер окон FluxBox с терминалом, веб-браузер Chromium, текстовый редактор Leafpad, калькулятор Qalculate!, файловый менеджер pcmanfm, и сетевой менеджер wicd.

### Slax 11
22 февраля 2022 года после версии Slax 9.11.0 выпущена версия Slax 11.2.0. Основными отличиями является возможность загрузки дистрибутива с USB-устройств посредством EFI и удаление браузера Chromium (существует только иконка "Web Browser", которая позволяет скачать и установить данный веб-браузер).